# Vlajka Francouzské Guyany

Francouzská vlajka
Poměr stran: 2:3

Francouzská námořní vlajka
Poměr stran: 2:3
Poměr šířek: 30:33:37

Vlajka fr. departementu Francouzská Guyana
Poměr stran: 2:3

Vlajka fr. regionu Francouzská Guyana
Poměr stran: 2:3

Vlajka Francouzské Guyany je zároveň vlajkou Francie.
Francouzská Guyana je ale i francouzským departementem (kód 973) a francouzským regionem. Oba tyto celky mají i svou vlajku. Tyto vlajky mají pouze lokální nebo turistický charakter.
Vlajka fr. departementu Francouzská Guyana je vlajkou (symbolem) politické strany Mouvement de décolonisation et d'émancipation sociale - MDES (francouzsky Hnutí dekolonizace a sociální emancipace). Na vlajce je použito tzv. šikmé dělení, v pravé horní části zelené barvy, v levé dolní barvy žluté. Uprostřed je pěticípá červená hvězda.
Na bílém listě vlajky fr. regionu je umístěné logo, kde je na modro zeleném podkladě stylizován žlutý člun na červených vlnách s červenou siluetou postavy a v rohu loga je žlutá pěticípá hvězda. Nad logem je zelený nápis GUYANE a pod ním nápis LA RÉGION.